# 亞歷山德里夫卡 (茲維亞海爾區)
50°37′51″N 27°36′33″E / 50.63083°N 27.60917°E
亞歷山德里夫卡（烏克蘭語：Олександрівка），是烏克蘭的村落，位於該國北部日托米爾州，由茲維亞赫爾區負責管轄，面積0.81平方公里，海拔高度214米，2001年人口538，人口密度每平方公里667.49人。